# Groupe super-résoluble
En algèbre, un groupe est dit super-résoluble s'il possède une suite normale
{\displaystyle G=G_{0}\supset G_{1}\supset \dots \supset G_{r}=\{e\}}
(avec Gi normal dans G)
dont tous les quotients Gi  /Gi+1 sont monogènes.

## Lien avec la résolubilité
Détaillons les implications strictes :
- Tout groupe super-résoluble est polycyclique (en) (notion plus faible où l'on demande seulement que chaque Gi+1 soit normal dans Gi).
- Tout groupe polycyclique est résoluble (notion encore plus faible où de plus, on demande seulement que les quotients Gi/Gi+1 soient abéliens). Plus précisément, un groupe est polycyclique si et seulement s'il est résoluble et tous ses sous-groupes sont de type fini.
- Le groupe alterné A4 est polycyclique (car fini et résoluble) mais pas super-résoluble, puisque son seul sous-groupe normal non trivial (le groupe de Klein) n'est pas cyclique.
- Pour tout n ≥ 2, le groupe de Baumslag-Solitar BS(1, n) = ⟨a, b | bab−1 = an⟩ est résoluble mais pas polycyclique, car son sous-groupe dérivé est ℤ[1/n].

## Propriétés
- Tout groupe nilpotent dont l'abélianisé est de type fini est super-résoluble.
- Tout groupe métacyclique (en) est super-résoluble. En particulier, tout Z-groupe (en) (groupe fini dont les sous-groupes de Sylow sont cycliques) est super-résoluble.
- La classe des groupes super-résolubles est stable par sous-groupes, quotients et produits finis.
- Le groupe dérivé d'un groupe super-résoluble est nilpotent.
- Tout groupe fini super-résoluble possède une suite normale dont tous les quotients sont d'ordre premier. On peut même ordonner ces nombres premiers : pour tout nombre premier p, si π désigne l'ensemble des nombres premiers qui lui sont strictement supérieurs, tout groupe fini super-résoluble a un unique π-sous-groupe de Hall (i. e. dont l'ordre a pour facteurs premiers des éléments de π et l'indice n'est divisible par aucun élément de π). Un tel groupe est donc « à tour de Sylow ordonnée »[1],[2] (tandis que A4, par exemple, n'a qu'une tour de Sylow non ordonnée).
- Un groupe fini G est super-résoluble si et seulement si tous ses sous-groupes (y compris lui-même) vérifient la « réciproque du théorème de Lagrange » : pour tout diviseur d de l'ordre d'un sous-groupe H de G, H a au moins un sous-groupe d'ordre d[3].
- Tout groupe fini super-résoluble est monomial (en), c'est-à-dire que toutes ses représentations complexes irréductibles sont induites par des représentations de degré 1 de sous-groupes.
- Tout sous-groupe maximal d'un groupe super-résoluble est d'indice premier.
- Un groupe fini est super-résoluble si (et seulement si) tous ses sous-groupes maximaux sont d'indices premiers.
- Un groupe fini est super-résoluble si et seulement si toutes ses chaînes maximales de sous-groupes ont même longueur.
- Tout groupe super-résoluble d'ordre n a un algorithme de transformation de Fourier discrète de complexité en temps O(n log n)[4].